# Propefusus undulatus
Propefusus undulatus is een slakkensoort uit de familie van de Fasciolariidae. De wetenschappelijke naam van de soort werd in 1811 voor het eerst geldig gepubliceerd door Perry.